# Poikilacanthus
Poikilacanthus es un género de plantas fanerógamas perteneciente a la familia Acanthaceae. El género tiene 19 especies de hierbas descritas.

## Taxonomía
El género fue descrito por  Gustav Lindau y publicado en Die Natürlichen Pflanzenfamilien 4(3b): 342. 1895. La especie tipo es: Poikilacanthus glandulosus

## Especies
| - Poikilacanthus bahiensis - Poikilacanthus capitatus - Poikilacanthus flexuosus - Poikilacanthus gilliesii - Poikilacanthus glandulosa - Poikilacanthus glandulosus - Poikilacanthus harleyi - Poikilacanthus harlingii - Poikilacanthus humilis | - Poikilacanthus macranthus - Poikilacanthus moritzianus - Poikilacanthus novogalicianus - Poikilacanthus oncodes - Poikilacanthus pansamalanus - Poikilacanthus phyllocalyx - Poikilacanthus setifer - Poikilacanthus setiferus - Poikilacanthus skutchii - Poikilacanthus tweedianus |